# Biskupiec (powiat nowomiejski)
Biskupiec (Biskupiec Pomorski, niem. Bischofswerder) – wieś gminna na Powiślu w Polsce, położona w województwie warmińsko-mazurskim, w powiecie nowomiejskim, przy drodze wojewódzkiej nr 538. Siedziba gminy Biskupiec. W latach 1331–1946 miasto. 
Biskupiec leży na terenie krainy historycznej Prusy Górne, w obszarze dawnej Pomezanii. W latach 1818–1975 znajdował się w powiecie suskim (w 1958 przemianowanym na iławski). W latach 1975–1998 miejscowość należała administracyjnie do województwa toruńskiego.
W potocznym użyciu funkcjonuje również nazwa Biskupiec Pomorski (pochodząca od znajdującej się w odległości 3,5 km od stacji kolejowej w Bielicach – Biskupiec Pomorski (na linii Toruń–Iława), co pomaga odróżnić go od leżącego w tym samym województwie Biskupca (pot. Biskupca Reszelskiego).

## Historia
Miejscowość została założona w 1325 na terenie państwa zakonu krzyżackiego przez biskupa pomezańskiego Rudolfa jako Bischofswerder (w pol. tłumaczeniu „ostrów biskupi”) i w 1331 podniesiona do rangi miasta. Znajdowała się w obszarze dominium biskupów pomezańskich, w pobliżu granicy z ziemią chełmińską (granicą jest rzeka Osa).
Zasiedlona głównie niemieckimi osadnikami, lokacja otrzymała własny kościół i mury obronne. W 1540 roku oficjalnie wprowadzono w mieście reformację, choć jeszcze w 1625 jego ludność była uznawana za w połowie katolicką.

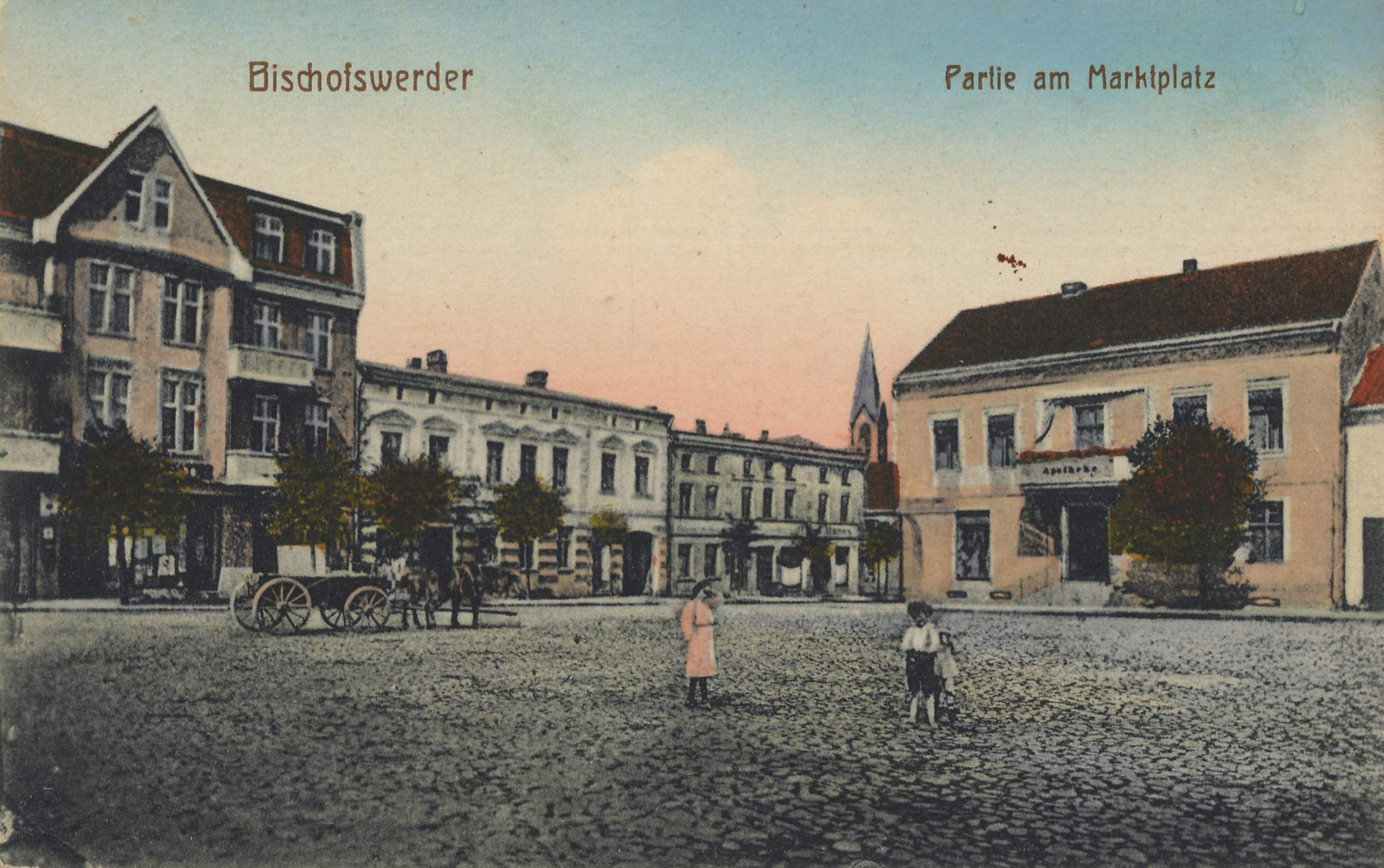
Rynek w Biskupcu

W 1872 Biskupiec otrzymał stację kolejową na wybudowanej w odległości ok. 4 km na południe od miasta linii kolejowej Toruń-Wystruć, jednakże stacja  Bischofswerder (obecnie Biskupiec Pomorski) została w rzeczywistości zbudowana w pobliskiej wsi Bielice, zapewne z uwagi na uniknięcie konieczności prac ziemnych i budowy mostu na Osie. Na początku XX wieku planowano zbudowanie lokalnej kolei łączącej miasto z dworcem, lecz plany te nie zostały zrealizowane. Ocenia się, że pewne oddalenie od linii kolejowej stanowiło czynnik ograniczający rozwój miejscowości w kolejnych latach.
Po odzyskaniu niepodległości przez Polskę, traktat wersalski wytyczył granicę polsko-niemiecką na rzece Osie, w bezpośrednim sąsiedztwie miasta. Bischofswerder stał się niemieckim miastem granicznym, zaś jego stacja kolejowa znalazła się już na terytorium polskim. Samo miasto zostało wyznaczone również jako terytorium plebiscytowe. W ramach przeprowadzonego 11 lipca 1920 r. plebiscytu narodowościowego w Prusach Wschodnich, jedynie 15% z 1509 oddanych w mieście głosów opowiedziało się za przyłączeniem do Polski i Biskupiec pozostał w granicach Niemiec. Odcięte od stacji kolejowej miasto otrzymało w 1925 nowe połączenie z Kisielicami, z nowo zbudowanego dworca Bischofswerder Stadt (późniejszy Biskupiec Pomorski Miasto).

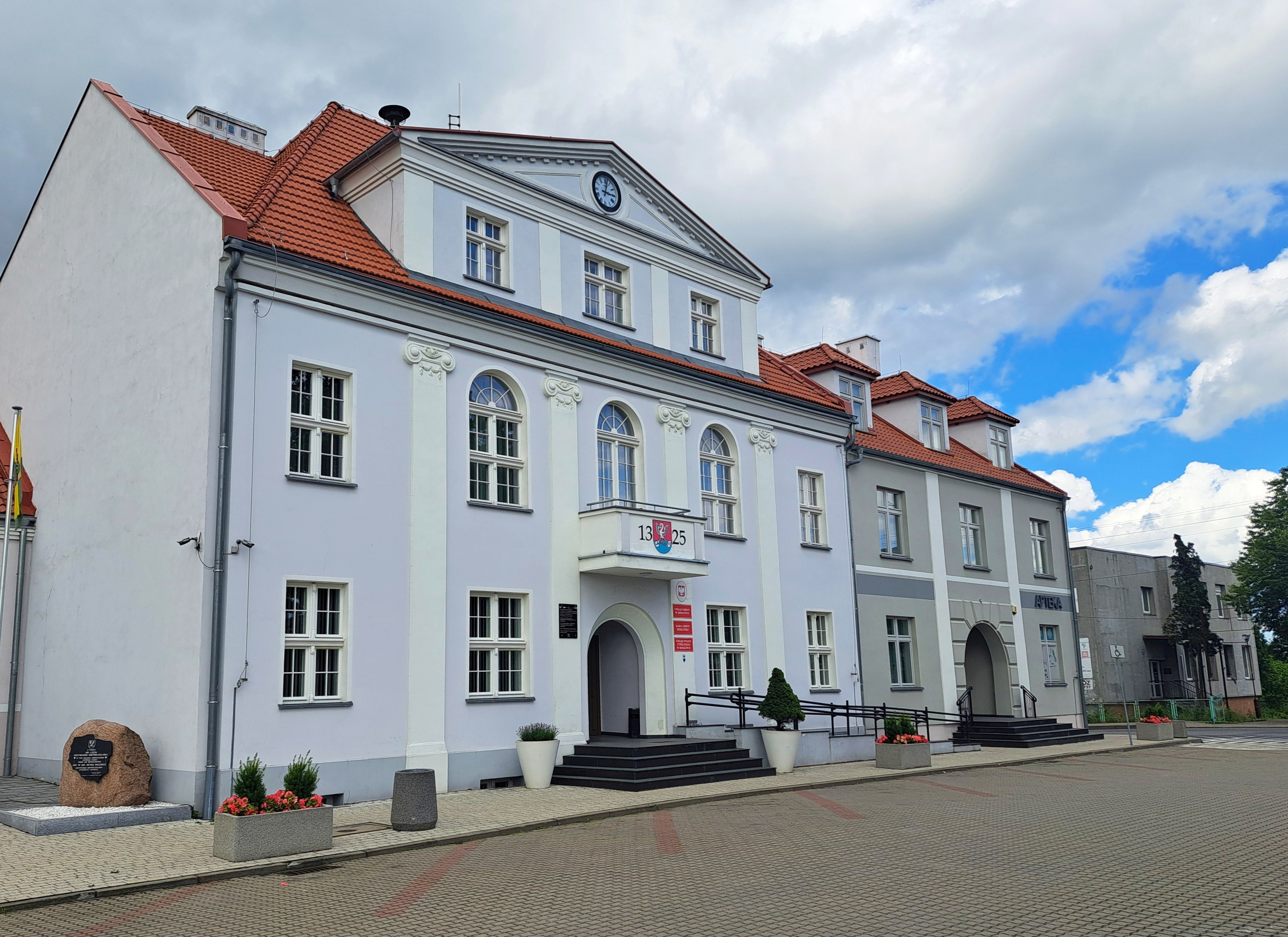
Urząd Gminy (dawny ratusz z 1927) i apteka

W 1945 Biskupiec doznał ciężkich zniszczeń (60%) podczas zajmowania przez wojska radzieckie. Miasto zostało przekazane Polsce, jego ludność wysiedlona do Niemiec i zastąpiona polskimi przesiedleńcami.
Zrujnowany Biskupiec 1 sierpnia 1946 został pozbawiony przez polską administrację praw miejskich, zaś jego centrum pozostało nieodbudowane. Obecną nazwę wsi zatwierdzono administracyjnie 12 listopada 1946. W 1969 r. zamknięto, zaś w 1974 r. ostatecznie rozebrano tracące znaczenie połączenie kolejowe z Kisielicami.
W 2006 roku niepomyślnie zakończyła się próba odzyskania praw miejskich (mała liczba ludności; małe poparcie mieszkańców; mała liczba instytucji pełniących funkcje ponadlokalne o charakterze miastotwórczym; znaczne rozproszenie zabudowy miejscowości; brak jednoznacznie wykształconego centrum).

## Zabytki
- kościół katolicki z lat 1331–1340, przebudowany w XVI, XVIII i XIX wieku; w latach 1527–1945 ewangelicki; po 1945 opuszczony i zdewastowany; w 1989 wrócił do Kościoła katolickiego
- kościół katolicki św. Jana Nepomucena i Matki Bożej Różańcowej z lat 1892–1894, neogotycki
- pozostałości murów obronnych
- ratusz – siedziba Urzędu Gminy z 1927 roku
- zespół szkolny: szkoła podstawowa z 1902 roku, internat z 1902 roku, liceum z 1938 roku
- mapa okolic Biskupca Bischofswerder (sektion 2482) (1944, skala 1:25 000)

## Osoby związane z miejscowością
W Biskupcu wychowywał się Czesław Michniewicz - trener reprezentacji Polski, jako nastolatek grał w miejscowym klubie OSSA Biskupiec Pomorski gdzie jego trenerem był Longin Grzyb.